# No Rest for the Wicked (album, Ozzy Osbourne)
No Rest for the Wicked je páté sólové studiové album anglického zpěváka Ozzyho Osbourna. Vydáno bylo v září roku 1988 společnostmi Epic Records a Columbia Records. Jeho producenty byli Roy Thomas Baker a Keith Olsen. Jde o zpěvákovo první album, na němž se podílel kytarista Zakk Wylde, který s ním následně spolupracoval řadu let.

## Seznam skladeb
1. „Miracle Man“ – 3:44
2. „Devil's Daughter (Holy War)“ – 5:15
3. „Crazy Babies“ – 4:15
4. „Breakin' All the Rules“ – 5:15
5. „Bloodbath in Paradise“ – 5:03
6. „Fire in the Sky“ – 6:24
7. „Tattooed Dancer“ – 3:53
8. „Demon Alcohol“ – 4:30
9. „Hero“ – 4:49

## Obsazení
- Ozzy Osbourne – zpěv
- Zakk Wylde – kytara
- Bob Daisley – baskytara
- John Sinclair – klávesy
- Randy Castillo – bicí